# Europees Bureau voor wederopbouw
Het Europees Bureau voor wederopbouw was een agentschap van de Europese Unie, opgericht in 2000. Het hoofdkwartier was in Thessaloniki (Griekenland) en er waren operationele centra in Belgrado, Pristina, Podgorica en Skopje. 
Het bureau beheerde de belangrijkste EU-programma's voor steun (ongeveer 2 miljard euro per jaar) aan de wederopbouw van de Balkanlanden die door de oorlogen in de jaren negentig zijn getroffen. Het agentschap werd in 2008 opgeheven.